# Alfred Mazure
Alfred Leonardus Mazure, dit Maz (1914-1974) est un auteur de bande dessinée néerlandais, créateur de Dick Bos (en), personnage emblématique de la bande dessinée néerlandaise classique.

## Biographie
De 1959 à 1961, il réalise dans le quotidien britannique The Daily Mirror Jane Daughter of Jane, un spin-off de Jane.

## Publications
- Maz, Jiu-Jitsu : Une enquête de Dick Bos, La Crypte Tonique, coll. « Blow book » (no 1), 2018, 224 p., 7,6 × 11,6 cm[3]